# James Alexander Green
James Alexander Green znany też jako Sandy Green (ur. 26 lutego 1926 w Rochester, zm. 7 kwietnia 2014 w Oxfordzie) – brytyjski matematyk zajmujący się teorią reprezentacji. Jego imieniem nazwano między innymi relacje Greena, które wprowadził w 1951. Przez rok pracował w Bletchley Park, w zespole zajmującym się Enigmą (1944–1945).

## Życiorys
Studiował na University of St Andrews. Doktorat obronił w 1951 w St John’s College (Cambridge), promotorami jego pracy doktorskiej byli Philip Hall i David Rees. 
W latach 1960–1961, pracował w Institute for Advanced Study w Princeton. Był także profesorem wizytującym uniwersytety w Stanach Zjednoczonych, we Francji, Niemczech i Portugalii. W 1965 został mianowany profesorem w nowo utworzonym Mathematics Institute na Warwick University, gdzie wykładał do emerytury w 1991, uzyskując tytuł profesora emeritusa. W 1994 przeprowadził się do Oxfordu, gdzie współpracował z Instytutem Matematyki na Uniwersytecie Oksfordzkim.